# Евелін Ферч
Евелін Перл Ферч (англ. Evelyn Pearl Furtsch; нар. 17 квітня 1914 — пом. 5 березня 2015) — американська легкоатлетка, яка спеціалізувалася в бігу на короткі дистанції.

## Із життєпису
Олімпійська чемпіонка в естафеті 4×100 метрів (1932).
Ексрекордсменка світу в естафеті 4×100 метрів.
17 квітня 2014, у 100-й день свого народження, стала першою в історії олімпійською чемпіонкою, яка досягла 100 років.
Померла за 5 тижнів до свого 101-го дня народження.

## Основні міжнародні виступи
| Рік  | Змагання         | Місто        | Місце | Дисципліна | Примітки         |
| ---- | ---------------- | ------------ | ----- | ---------- | ---------------- |
| 1932 | Олімпійські ігри | Лос-Анджелес | 1     | 4×100 м    | Відео на YouTube |